# South San Francisco, California

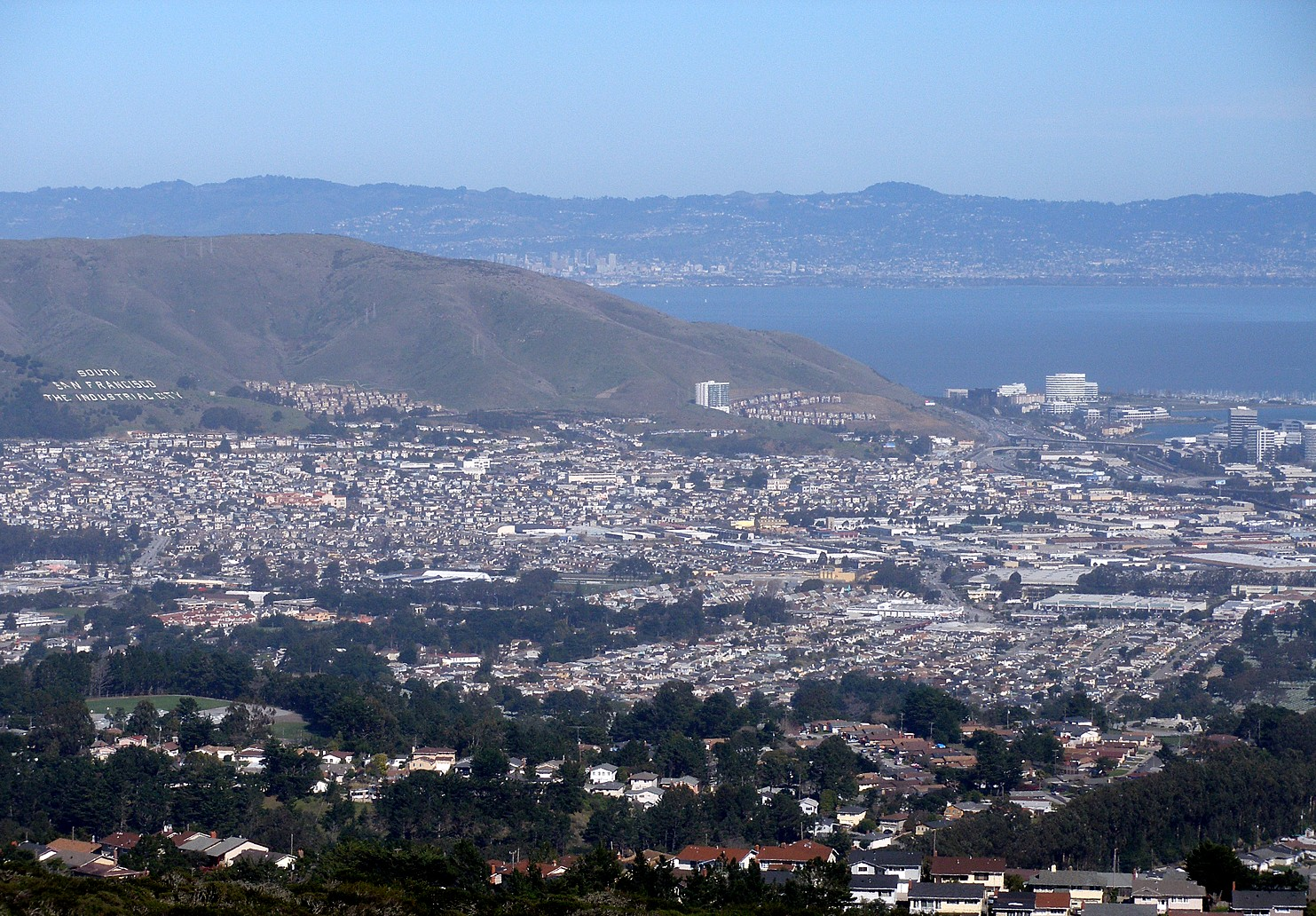
South San Francisco

South San Francisco, California là một thành phố thuộc quận San Mateo trong tiểu bang California, Hoa Kỳ. Thành phố có tổng diện tích km2, trong đó diện tích đất là 42,4 dặm vuông Anh (110 km2). Theo điều tra dân số Hoa Kỳ năm 2010, thành phố có dân số người, là thành phố đông dân thứ tại Hoa Kỳ và thành phố lớn 109 thứ bang California năm 2010.